# Alstroemeria lactilutea
Alstroemeria lactilutea är en alströmeriaväxtart som beskrevs av Pierfelice Ravenna och Axel Brinck. Alstroemeria lactilutea ingår i släktet alströmerior, och familjen alströmeriaväxter. Inga underarter finns listade i Catalogue of Life.